# 아막성

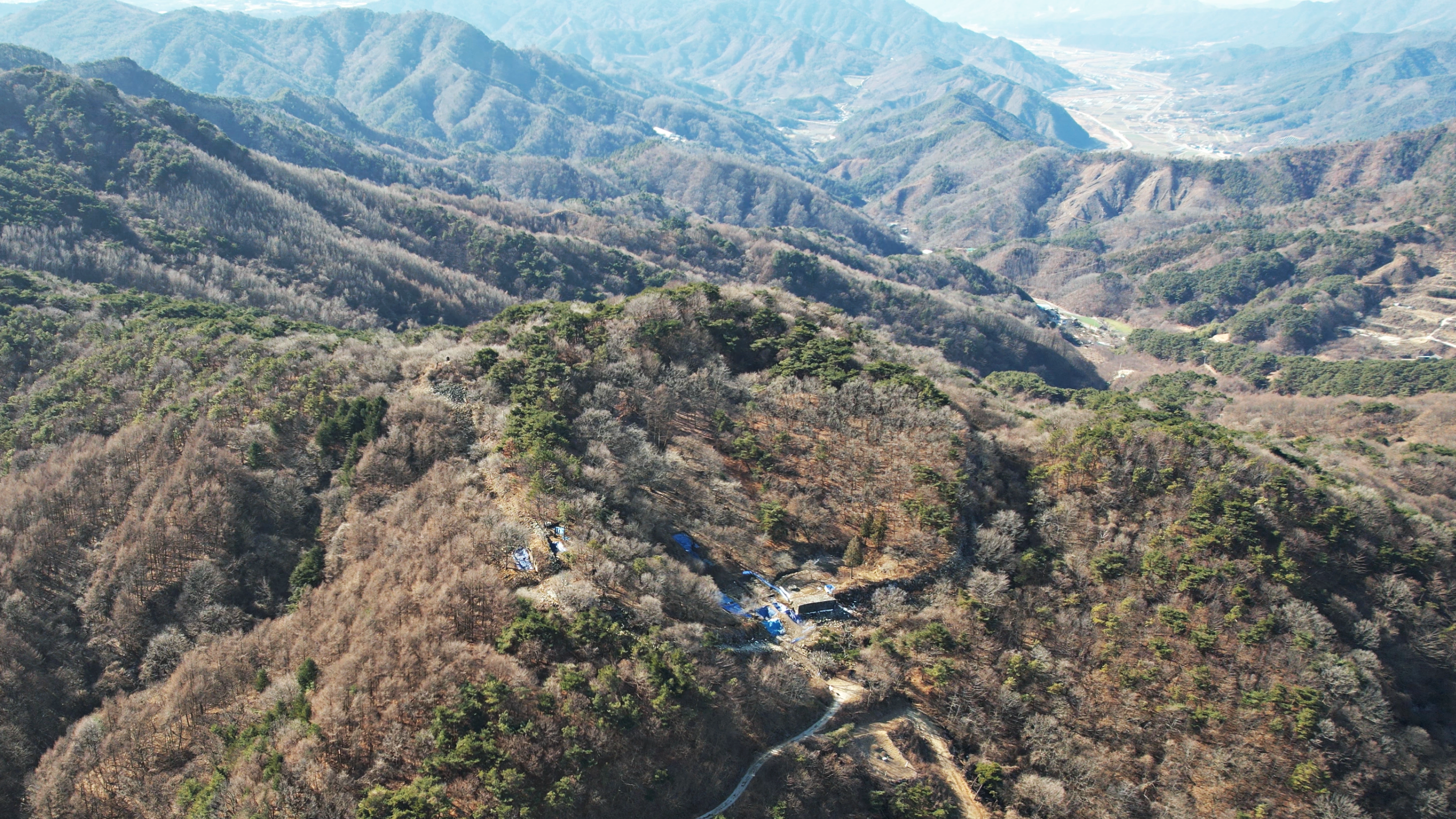
아막성. 남원을 향해 급격히 낮아지는 지형이 보입니다.

아막성(阿莫城)은 대한민국 전북특별자치도 남원시 아영면 성리, 아영고원에 있는 돌로 쌓은 산성이다. 1977년 12월 31일 전북특별자치도의 기념물 제38호로 지정되었다.

## 개요
남원시 아영면 아영고원에 있는 돌로 쌓은 산성이다. 아영고원은 운봉고원과 황산의 산줄기로 구획되어 있는데, 이 일대는 백제의 아막산, 신라의 모산성 등으로 불렀으며, 역사상 신라와 백제간에 격렬한 쟁탈전이 벌어졌던 곳이다.
성터는 둘레가 632.8m에 이르며, 동·서·북문터가 남아 있다. 북변의 성벽은 완전히 남아 있으며, 거의 직선으로 길이 150.7m이고, 물이 흘러나가는 곳에 문터가 있다.
동쪽은 거의 직선으로 길이 147.1m이며, 서쪽은 길이 126.9m, 곡선을 이룬 남쪽은 길이 208.1m이다. 남쪽 성벽의 능선 연결부분에는 못을 파서 물이 흐르도록 한 환호가 설치되어 있다.
성안에서는 삼국시대의 기와 조각, 백제계의 도자기 조각들이 발견되고, 북문터의 물이 흐르는 곳 동쪽에는 지름 1.5m의 돌로 쌓아 만든 원형의 우물터가 있다.

## 참고 자료
- 아막성 - 국가유산청 국가유산포털